# بازی‌های آسیایی زمستانی
بازیهای آسیایی زمستانی یک رویداد چندورزشی است که با شرکت اعضای شورای المپیک آسیا در ورزش‌های زمستانی برگزار می‌شود. برگزاری این مسابقات در سال ۱۹۸۲ از سوی کمیته المپیک ژاپن پیشنهاد شد و نخستین دوره آن در سال ۱۹۸۶ در شهر ساپورو، ژاپن برگزار شد.
تعداد کشورهای شرکت‌کننده در این مسابقات در هر دوره نسبت به دوره قبل افزایش داشت و از هفت کشور در اولین دوره به بیست و هفت کشور در بازی‌های آسیایی زمستانی ۲۰۰۷ که در چانگ‌چون، چین برگزار شد، رسیده‌است. در آخرین دورهٔ این مسابقات؛ بازی‌های آسیایی زمستانی ۲۰۱۱ در آلماتی، قزاقستان ۲۶ کشور شرکت دارند.

## لیست بازی‌ها

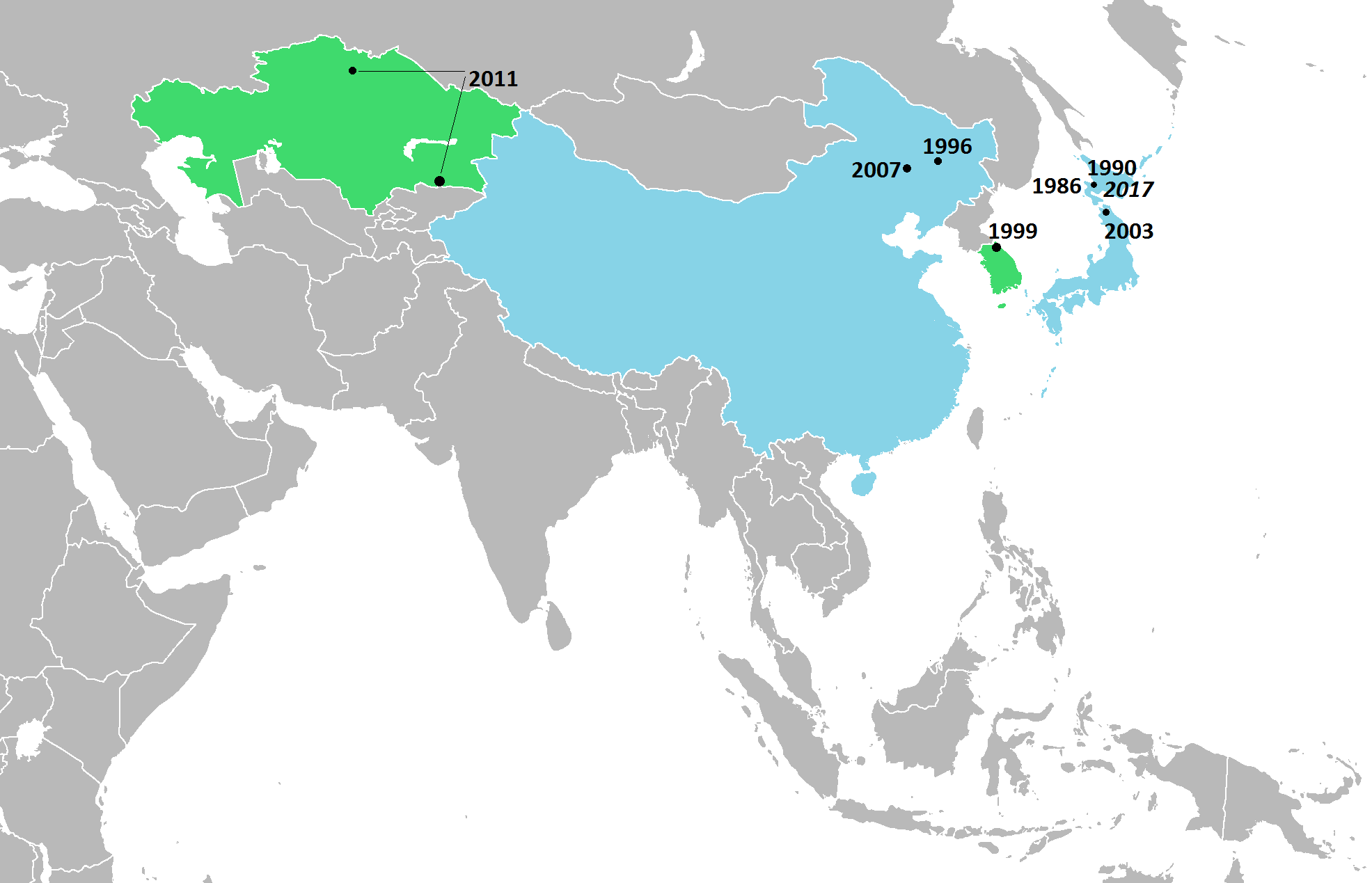
نقشه کشورهایی که میزبانی بازی‌های آسیایی زمستانی را برعهده داشتند. کشورهای سبز یک‌بار و کشورهای آبی دوبار یا بیشتر میزبانی را برعهده داشتند.

| دوره | سال  | شهر میزبان    | کشور میزبان | افتتاح شد توسط           | تاریخ شروع  | تاریخ پایان | کشورها | ورزشکاران | ورزش‌ها | رویداد | تیم برتر       | Ref.  |
| ---- | ---- | ------------- | ----------- | ------------------------ | ----------- | ----------- | ------ | --------- | ------ | ------ | -------------- | ----- |
| I    | ۱۹۸۶ | ساپورو        | ژاپن        | فهد الاحمد الجابر الصباح | 1 March     | 8 March     | ۷      | ۲۹۳       | ۴      | ۳۵     | ژاپن (JPN)     | [ ۱ ] |
| II   | ۱۹۹۰ | ساپورو        | ژاپن        | آکی‌هیتو                  | 9 March     | 14 March    | ۹      | ۳۱۰       | ۴      | ۳۳     | ژاپن (JPN)     | [ ۲ ] |
| III  | ۱۹۹۶ | هاربین        | چین         | جیانگ زمین               | 4 February  | 11 February | ۱۷     | ۴۵۳       | ۴      | ۴۳     | چین (CHN)      | [ ۳ ] |
| IV   | ۱۹۹۹ | استان گانگوون | کره جنوبی   | کیم دای جونگ             | 30 January  | 6 February  | ۱۴     | ۷۹۸       | ۴      | ۴۳     | چین (CHN)      | [ ۴ ] |
| V    | ۲۰۰۳ | استان آئوموری | ژاپن        | ناروهیتو                 | 1 February  | 8 February  | ۱۷     | ۶۴۱       | ۵      | ۵۱     | ژاپن (JPN)     | [ ۵ ] |
| VI   | ۲۰۰۷ | چانگچون       | چین         | هو جینتائو               | 28 January  | 4 February  | ۲۵     | ۷۹۶       | ۵      | ۴۷     | چین (CHN)      | [ ۶ ] |
| VII  | ۲۰۱۱ | آستانه‒آلماتی | قزاقستان    | نورسلطان نظربایف         | 30 January  | 6 February  | ۲۶     | ۸۴۳       | ۵      | ۶۹     | قزاقستان (KAZ) | [ ۷ ] |
| VIII | ۲۰۱۷ | ساپورو        | ژاپن        | ناروهیتو                 | 19 February | 26 February | ۳۲     | ۱٬۱۴۷     | ۵      | ۶۴     | ژاپن (JPN)     | [ ۸ ] |

## جدول مدال‌ها
| رتبه  | کشور            | طلا | نقره | برنز | مجموع |
| ۱     | ژاپن (JPN)      | ۱۱۱ | ۱۲۳  | ۸۹   | ۳۲۳   |
| ۲     | چین (CHN)       | ۸۲  | ۷۱   | ۹۶   | ۲۴۹   |
| ۳     | قزاقستان (KAZ)  | ۶۹  | ۵۱   | ۴۴   | ۱۶۴   |
| ۴     | کره جنوبی (KOR) | ۵۸  | ۶۵   | ۷۶   | ۱۹۹   |
| ۵     | کره شمالی (PRK) | ۱   | ۴    | ۱۱   | ۱۶    |
| ۶     | ازبکستان (UZB)  | ۱   | ۲    | ۴    | ۷     |
| ۷     | لبنان (LIB)     | ۱   | ۱    | ۰    | ۲     |
| ۸     | مغولستان (MGL)  | ۰   | ۱    | ۶    | ۷     |
| ۹     | ایران (IRI)     | ۰   | ۱    | ۲    | ۳     |
| ۱۰    | قرقیزستان (KGZ) | ۰   | ۰    | ۱    | ۱     |
| مجموع | مجموع           | ۳۲۳ | ۳۱۹  | ۳۲۹  | ۹۷۱   |